# Oligonyx dohrnianus
Oligonyx dohrnianus es una especie de mantis de la familia Thespidae.

## Distribución geográfica
Se encuentra en Guatemala.